# Saint-Astier (Dordoña)
 Saint-Astier  (en occitano Sench Astier) es una población y comuna francesa, situada en la región de Aquitania, departamento de Dordoña, en el distrito de Périgueux y cantón de Saint-Astier.

## Demografía
| 4256 | 4052 | 4093 | 4416 | 4780 | 5098 |
| Para los censos de 1962 a 1999 la población legal corresponde a la población sin duplicidades (Fuente: INSEE [Consultar]) |      |      |      |      |      |